# Guam en los Juegos Olímpicos de Seúl 1988
Guam estuvo representado en los Juegos Olímpicos de Seúl 1988 por un total de 19 deportistas, 14 hombres y 5 mujeres, que compitieron en 7 deportes.
El portador de la bandera en la ceremonia de apertura fue el judoka Ricardo Blas. El equipo olímpico guameño no obtuvo ninguna medalla en estos Juegos.